# Robert Charles Sands

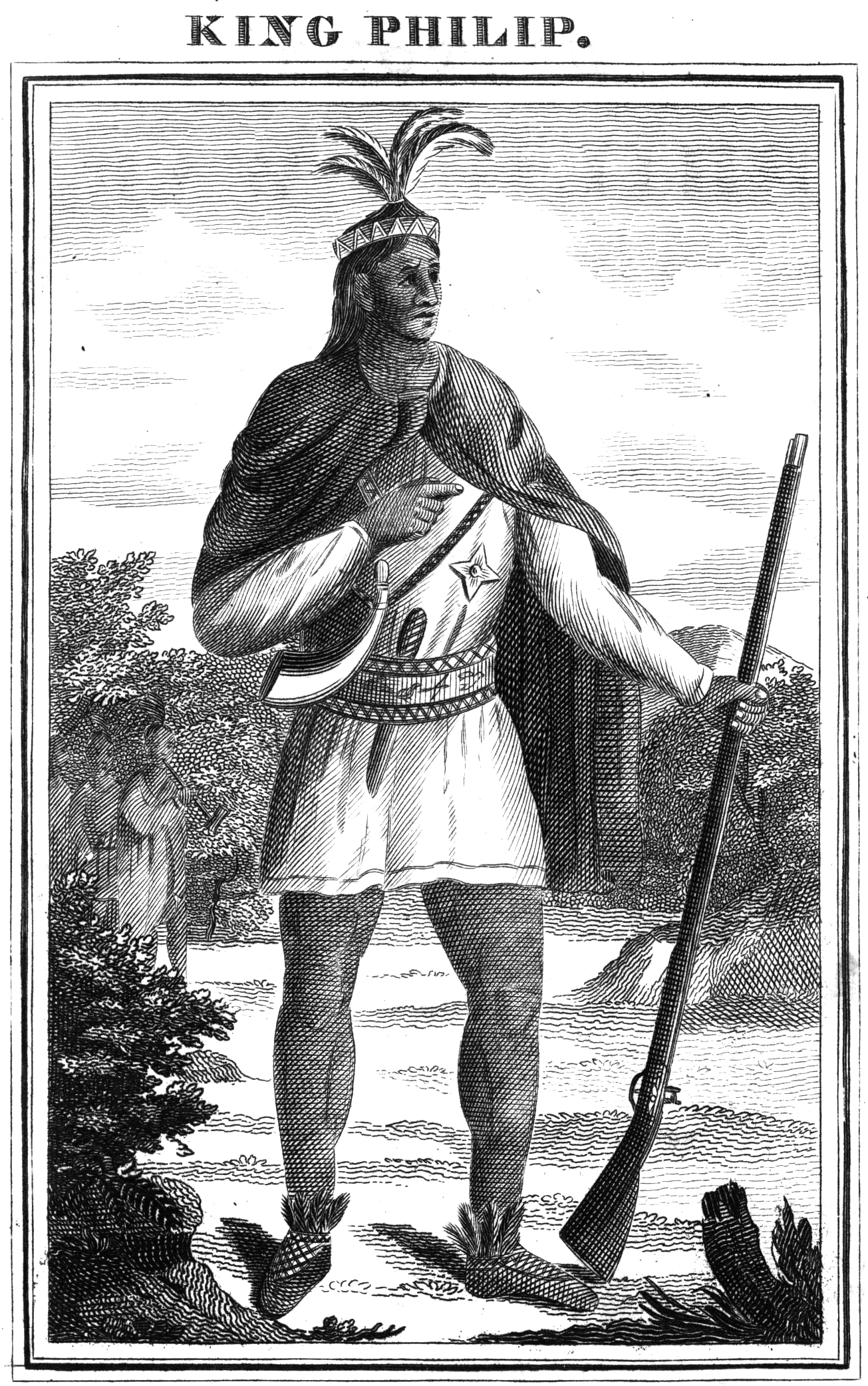
Wojna z Indianami dowodzonymi przez Metacoma, nazywanego przez osadników Królem Filipem, mająca miejsce w latach 1675–1676, jest jednym z ważniejszych wydarzeń wczesnej, kolonialnej historii Ameryki

Robert Charles Sands (ur. 11 maja 1799 w Nowym Jorku, zm. 17 grudnia 1832) – poeta amerykański.

## Życiorys
Robert Charles Sands urodził się 11 maja 1799 w Nowym Jorku. Jego ojcem był kupiec Comfort Sands, który dał się poznać jako żarliwy zwolennik niepodległości Stanów Zjednoczonych. Studiował na Columbia College. Dyplom uzyskał w 1815. Rozpoczął praktykę prawniczą u szanowanego adwokata Davida B. Ogdena. W 1820 uzyskał uprawnienia do wykonywania zawodu prawnika. Sands jest zaliczany do „Knickerbocker Group”, obok między innymi Washingtona Irvinga i Williama Cullena Bryanta. Począwszy od 1824 wydawał pismo Atlantic Magazine. Zmarł 17 grudnia 1832 na apopleksję.

## Twórczość
Robert Charles Sands był współautorem i wydawcą dzieła napisanego wspólnie z przyjacielem, wielebnym Jamesem Wallisem Eastburnem, który zmarł w 1819, Yamoyden, a Tale of the Wars of King Philip, opowiadającego o walkach europejskich osadników z Indianami dowodzonymi przez „Króla Filipa”, czyli sachema (wodza) Metacoma. Utwór ukazał się drukiem już po śmierci Eastburna. Sands napisał (strofą spenserowską) Proem, czyli wstęp do poematu, będący elegią na cześć nieżyjącego druha.
Go forth, sad fragments of a broken strain,
The last that either bard shall e’er essay!
The hand can ne’er attempt the chords again,
That first awoke them, in a happier day:
Where sweeps the ocean breeze its desert way,
His requiem murmurs o’er the moaning wave;
And he who feebly now prolongs the lay,
Shall ne’er the minstrel’s hallowed honours crave;
His harp lies buried deep, in that untimely grave!
Sands napisał też poemat The Dream of the Princess Papantzin, oparty na meksykańskiej historii.